# Litteraturåret 1972

## Händelser

### Okänt datum
- Jean Piaget och E. Homburger Erikson utkommer på svenska[1].
- Det franska bokförlaget Les éditions Maintenant bildas av de forna surrealistmedlemmarna Toyen, Radovan Ivšić, Georges Goldfayn, Annie Le Brun, Gérard Legrand och Pierre Peuchmaurd.

## Priser och utmärkelser
- Nobelpriset – Heinrich Böll, Västtyskland[2]
- ABF:s litteratur- & konststipendium – Folke Fridell
- Aftonbladets litteraturpris – Göran Sonnevi
- Astrid Lindgren-priset – Maria Gripe
- Bellmanpriset – Stig Sjödin
- BMF-plaketten – Tore Zetterholm för Vi möts vid Rynge
- Carl Emil Englund-priset – Stig Sjödin för Klarspråk
- De Nios Stora Pris – Sune Jonsson
- Doblougska priset – Erik Beckman, Sverige och Hans Børli, Norge
- Elsa Thulins översättarpris – Johannes Edfelt
- Gustaf Frödings stipendium – Per Erik Wahlund
- Landsbygdens författarstipendium – Anni Blomqvist och Anna Rydstedt
- Letterstedtska priset för översättningar – Edvard Robert Gummerus för översättningen av Andrea Giovenes Helgonen Giuliano di Sanseveros självbiografi
- Litteraturfrämjandets stora pris – Lars Gyllensten
- Litteraturfrämjandets stora romanpris – Christer Kihlman
- Litteraturfrämjandets hederspris Guldskeppet – Ivar Harrie
- Litteraturfrämjandets stora romanpris – Christer Kihlman
- National Book Award i kategorin poesi – Frank O'Hara (postumt) och Howard Moss
- Nils Holgersson-plaketten – Irmelin Sandman Lilius
- Nordiska rådets litteraturpris – Karl Vennberg, Sverige för diktsamlingen Sju ord på tunnelbanan
- Rabén & Sjögrens översättarpris – Harry Järv
- Schückska priset – Gustaf Fredén
- Signe Ekblad-Eldhs pris – Ann Margret Dahlquist-Ljungberg
- Svenska Akademiens stora pris – Evert Taube
- Svenska Akademiens tolkningspris – Justo Jorge Padrón
- Svenska Akademiens översättarpris – Karin Alin
- Svenska Dagbladets litteraturpris – Rita Tornborg för Docent Åke Ternvall ser en syn
- Sveriges Radios Lyrikpris – Lars Fredin
- Tidningen Vi:s litteraturpris – Kerstin Ekman, Margareta Ekström och Ove Allansson
- Tollanderska priset – Karin Allardt Ekelund
- Villa Massimo – Rolf Dieter Brinkmann och Nicolas Born
- Östersunds-Postens litteraturpris – Ing-Marie Eriksson
- Övralidspriset – Agne Hamrin

## Nya böcker

### A – G
- Allt om Karlsson på taket av Astrid Lindgren[3]¨
- B Olsen löper livet ut av Jan Myrdal
- Berättelsen om Josef av Per Gunnar Evander
- Brev från häktet av Janne Bergquist
- Das Auge des Entdeckers av Nicolas Born
- Den där Emil av Astrid Lindgren[4]
- Det oavslutade språket av Göran Sonnevi
- Elvis Karlsson av Maria Gripe
- En fauns eftermiddag & Ett tärningskast av Stephane Mallarmé
- Ett femtiotal av Jan Myrdal
- Ett år på LM av Göran Palm (reportagebok)[5]
- Fear and Loathing in Las Vegas av Hunter S. Thompson
- Godnatt, Alfons Åberg av Gunilla Bergström (inleder hela Alfons Åberg-serien)[6]
- En skuggboxares memoarer av Bertil Schütt[7]

### H – N
- Hemkomst och flykt, självbiografiska anteckningar av Vilhelm Ekelund
- Långa skuggor av Agatha Christie
- Katedralen i München av P.O. Enquist
- Kvinnan och revolutionen av Aleksandra Kollontaj (tidigare utgiven 1920 under namnet Familjen och den kommunistiska staten)
- Morgonmål för mästare av Kurt Vonnegut
- Mödrar som vargar av Elsa Grave
- Mörker och blåbärsris av Kerstin Ekman
- Nobelpristagaren och döden av Jan Mårtenson
- Open Marriage: A New Life Style for Couples av Nena och George O'Neill[8]

### O – U
- om jag inte av Kristina Lugn
- På sin höjd av Sandro Key-Åberg
- Revoltörerna av Per Anders Fogelström
- Sjukdomen av Birgitta Trotzig
- Skallgång av Gunnar Harding
- Skolbagateller medan jag försökte skriva till mina överordnade av Torgny Lindgren
- Stålbadet av Anderz Harning[7]
- Trampa vatten av Sven Delblanc
- Tvivla, korsfarare! av Artur Lundkvist
- Under tiden av Werner Aspenström
- Uppror bland marsvinen av P.C. Jersild
- Upptäckarna av Per Anders Fogelström

### V – Ö
- Vishetslärarna av Ivar Lo-Johansson
- Världshemligt av Barbro Lindgren

## Födda
- 20 januari – Pernilla Glaser, svensk författare, manusförfattare och dramapedagog.
- 18 april – Leif Holmstrand, svensk författare och konstnär.
- 15 juni – Marcus Birro, svensk-italiensk författare och skribent.
- 23 juni – Eric Ericson, svensk konstnär och författare.
- 5 juli – Scarlett Thomas, brittisk författare.
- 29 augusti – Sara Stridsberg, svensk författare.
- 15 oktober – Linda Boström Knausgård, svensk författare.
- 19 oktober – Linda Örtenblad, svensk författare.
- 5 november – Alexander Skantze, svensk författare.
- okänt datum – Ola Nilsson, svensk författare.

## Avlidna
- 20 januari – Lorentz Bolin, 84, svensk biolog, lärare och författare.
- 28 januari – Dino Buzzati, 65, italiensk författare.
- 31 januari – Fritiof Nilsson Piraten, 76, svensk författare.
- 2 februari – Natalie Clifford Barney, 95, amerikansk författare.
- 4 mars – Richard Church, 78, poet och romanförfattare.[9]
- 16 april – Yasunari Kawabata, 72, japansk författare, nobelpristagare 1968.
- 21 april – Fritiof Billquist, 70, svensk skådespelare och författare.
- 16 maj – Bertil Almqvist, 69, svensk barnboksförfattare, illustratör och tidningstecknare.
- 9 augusti – Bernhard Nordh, 72, svensk författare.
- 18 augusti – Åke Wassing, 53, svensk författare, skådespelare, schlager- och visförfattare
- 4 september – Olle Svensson, 68, svensk författare.
- 25 september - Alejandra Pizarnik, 36, argentinsk poet.
- 1 november – Waldemar Hammenhög, 70, svensk författare.
- 1 november – Ezra Pound, 87, amerikansk poet.
- 11 november – Vera Inber, 82, rysk författare.
- 20 november – Ennio Flaiano, 62, italiensk författare, manusförfattare och journalist.
- 25 december – Rajaji, 94, indisk jurist, författare, statsman och religiös personlighet, Indiens generalguvernör 1948–1950.

### Fotnoter
1. ↑  Sverige 1900-talet – Från den lilla, lilla gumman till vilda bebin, NE, Bra Böcker, 2000
2. ↑  ”Nobelpriset i litteratur”. https://www.nobelprize.org/prizes/lists/all-nobel-prizes-in-literature/. Läst 20 mars 2011.
3. ↑  ”Astrid Lindgren”. http://www.astridlindgren.se/verken/bocker/samlingsvolymer. Läst 21 mars 2011.
4. ↑  ”Astrid Lindgren”. http://www.astridlindgren.se/verken/bocker/bilderbocker. Läst 21 mars 2011.
5. ↑  Sverige 1900-talet – Arbetets ansikten i litteraturen, NE, Bra Böcker, 2000
6. ↑  ”Alfons Åberg”. Arkiverad från originalet den 8 december 2012. https://web.archive.org/web/20121208044934/http://www.alfons.se/fakta_bok_alfons.asp. Läst 21 mars 2011.
7. 1 2  Gradvall, Nordström, Nordström, Rabe, Jan, Björn, Ulf, Anina. Tusen svenska klassiker. Norstedts Förlagsgrup. Läst 12
8. ↑  Nena O'Neill, 82, an Author of 'Open Marriage,' Is Dead - New York Times
9. ↑  Author v Richard (Thomas) Church